# Hirondelle à ventre roux
Cecropis semirufa
Espèce
Synonymes
- Hirundo semirufa (protonyme)
- Hirundo semifura
- Cercropis semirufa

Statut de conservation UICN

 LC  : Préoccupation mineure
L'Hirondelle à ventre roux (Cecropis semirufa) (ex Hirundo semirufa) est une espèce de passereaux de la famille des Hirundinidae.

## Description brève
L’hirondelle à ventre roux, de 18 à 21 cm de long, a le dessus de la tête, le dos, les ailes, et la queue bleu sombre, ses parties inférieures sont roux orangé, et possède une zone blanche à la base des filets de la queue, surtout observable en vol,.

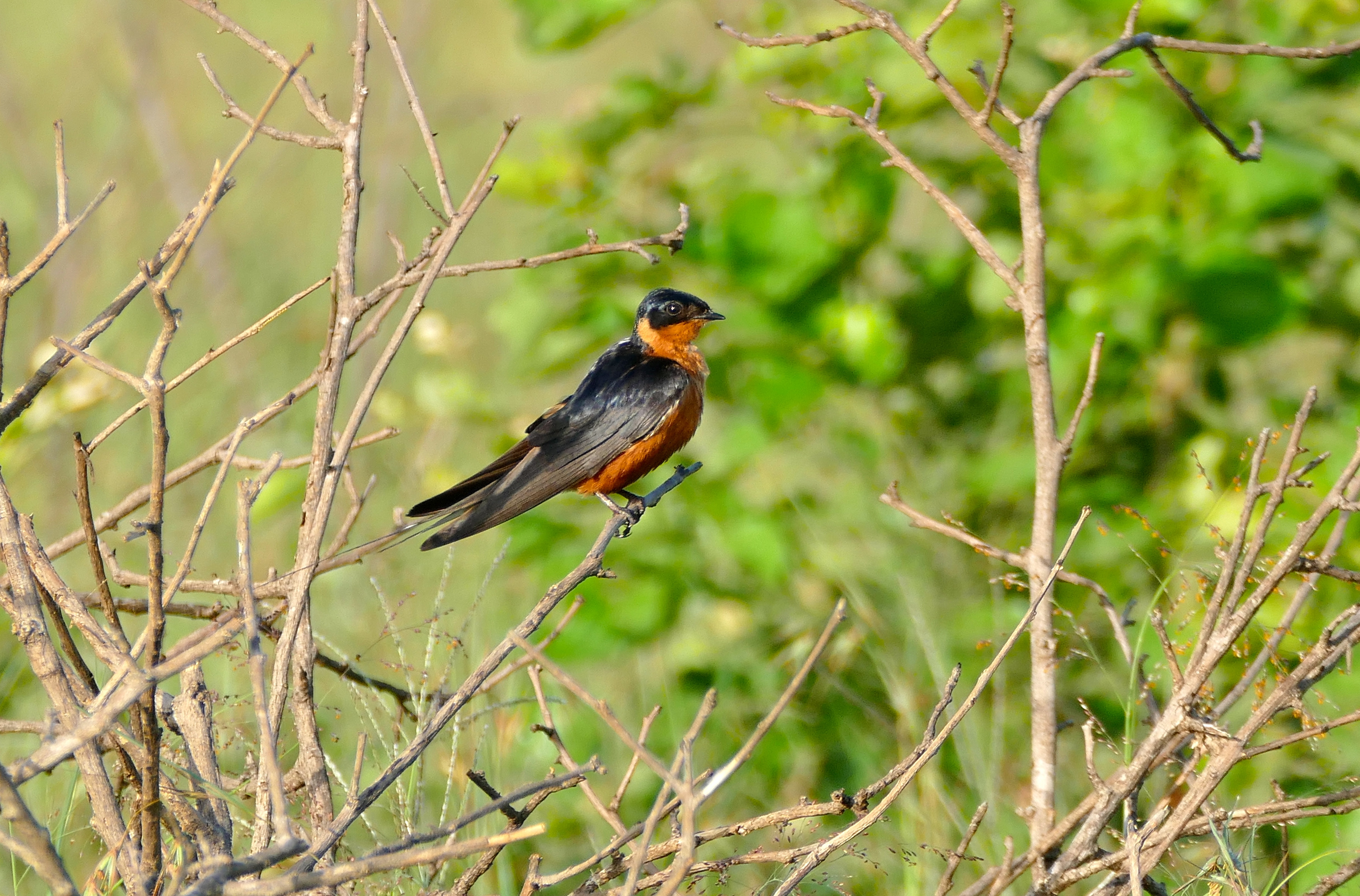
Parc national Kruger, Afrique du Sud

## Répartition
Son aire s'étend sur l'Afrique subsaharienne, (rare en Afrique de l'Est).

## Sous-espèces
D'après Alan P. Peterson, cette espèce est constituée des deux sous-espèces suivantes :
- Cecropis semirufa gordoni (Jardine, 1852) ;
- Cecropis semirufa semirufa (Sundevall, 1850).

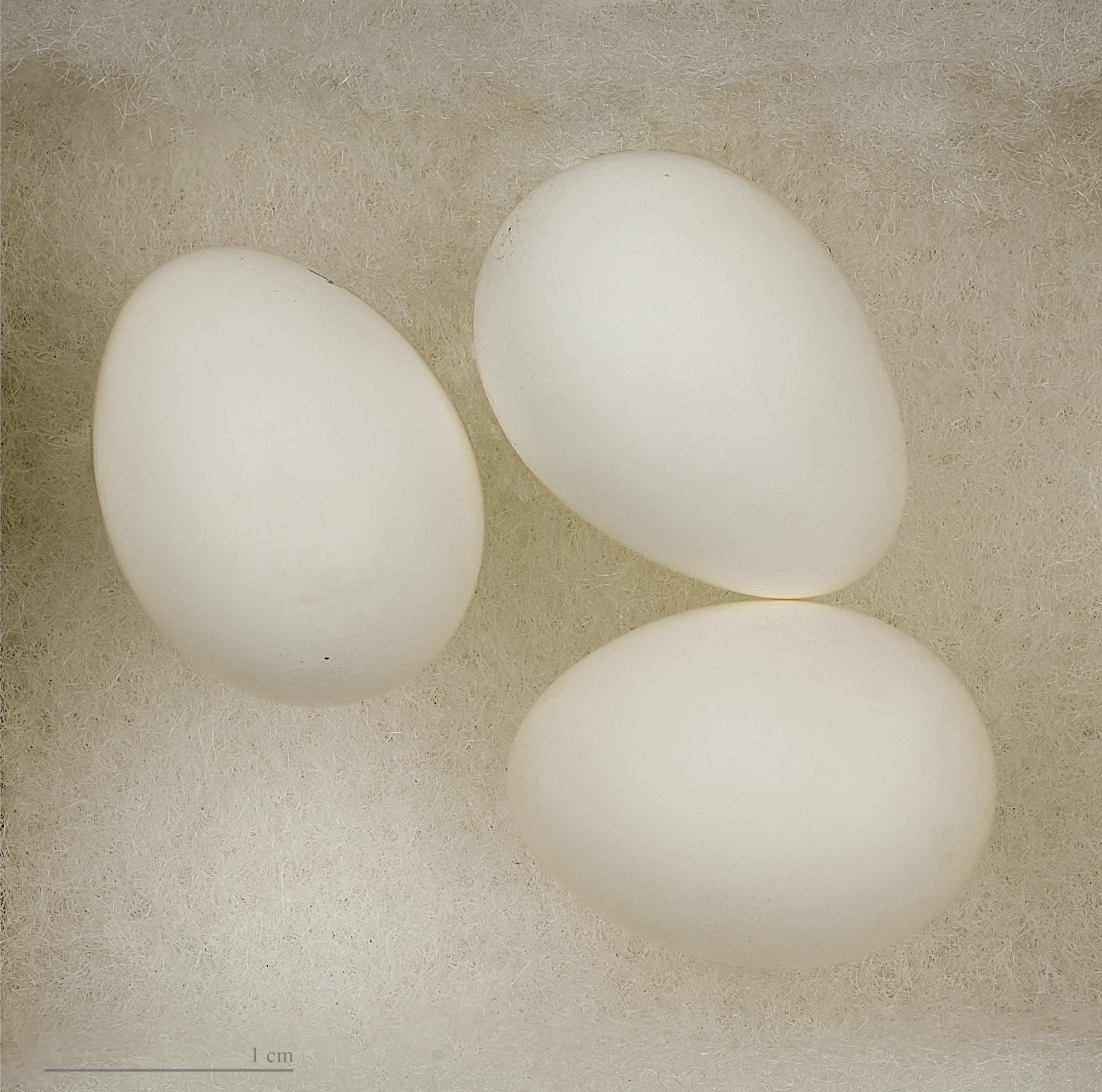
Œufs de Cecropis semirufa - Muséum de Toulouse

## Liste des références citées
1. 1 2  Nik Borrow et Ron Demey, Guide des oiseaux de l'Afrique de l'ouest, Delachaux et Niestlé, 2008 (ISBN 978-2-603-01512-4, OCLC 1123831437, lire en ligne)
2. ↑  Nik Borrow, Ron Demey et Benoît Paepegaey, Oiseaux de l'Afrique de l'Ouest, 2015 (ISBN 978-2-603-02396-9, OCLC 944442325, lire en ligne)
3. ↑  « Hirondelle à ventre roux Cecropis semirufa - Red-breasted Swallow », sur oiseaux.net (consulté le 2021).
4. ↑  « Observations hirondelle à ventre roux », sur inaturalist.org (consulté le 2021).